# Novel·les exemplars
Novel·les exemplars (castellà: Novelas ejemplares) és un recull de novel·les curtes que Miguel de Cervantes va escriure entre 1590 i 1612, i que publicà el 1613 en una col·lecció editada a Madrid per Juan de la Cuesta, tenint en compte la gran acollida que va obtenir la primera part del Quixot. En un principi van rebre el nom de Novelas ejemplares de honestísimo entretenimiento. El 5 de juny del 2013 es complí el 4t centenari de la publicació d'aquestes novel·les.
Són dotze novel·les curtes que segueixen el model establert a Itàlia. La seva denominació d'exemplars obeeix al fet que són el primer exemple en castellà d'aquest tipus de novel·les i al caràcter didàctic i moral que inclouen els relats. Cervantes es vantava en el pròleg d'haver estat el primer a escriure, en castellà, novel·les originals a l'estil italià:
| « | A esto se aplicó mi ingenio, por aquí me lleva mi inclinación, y más que me doy a entender, y es así, que yo soy el primero que he novelado en lengua castellana, que las muchas novelas que en ella andan impresas, todas son traducidas de lenguas extranjeras, y éstas son mías propias, no imitadas ni hurtadas; mi ingenio las engendró, y las parió mi pluma, y van creciendo en los brazos de la imprenta. | » |

Se solen agrupar en dues sèries: les de caràcter idealista i les de caràcter realista. Les de caràcter idealista, que són les més properes a la influència italiana, es caracteritzen pel fet que tracten arguments d'embolics amorosos amb gran abundància d'esdeveniments, per la presència de personatges idealitzats i sense evolució psicològica i per l'escàs reflex de la realitat. Aquest grup el formen El amante liberal, Las dos doncellas, La española inglesa, La señora Cornelia i La fuerza de la sangre.
Les altres aprofundeixen més en la descripció d'ambients i personatges realistes, moltes vegades amb intenció crítica. Són els relats més coneguts: Rinconete y Cortadillo, El licenciado Vidriera, La gitanilla, El coloquio de los perros o La ilustre fregona. No obstant això, la separació entre els dos grups no és contundent i, per exemple, en les novel·les més realistes es poden trobar també elements idealitzants.
Com que hi ha dues versions de Rinconete y Cortadillo i de El celoso extremeño, hom creu que Cervantes va introduir en aquestes novel·les algunes variacions amb propòsits morals, socials i estètics (d'aquí ve el nom d'exemplars). La versió més primitiva es troba en l'anomenat manuscrit de Porras de la Cámara, una col·lecció miscel·lània de diverses obres literàries entre les quals es troba una novel·la habitualment atribuïda també a Cervantes: La tía fingida. D'altra banda, algunes novel·les curtes es troben també inserides en el Quixot, com El curioso impertinente o Historia del cautivo, que compta amb elements autobiogràfics. A més, s'hi al·ludeix a una altra novel·la ja escrita: Rinconete y Cortadillo.
- La Gitanilla
- El amante liberal
- Rinconete y Cortadillo
- La española inglesa
- El licenciado Vidriera
- La fuerza de la sangre
- El celoso extremeño
- La ilustre fregona
- Las dos doncellas
- La señora Cornelia
- El casamiento engañoso
- El coloquio de los perros